# Kościół św. Wawrzyńca w Starym Waliszowie
Kościół św. Wawrzyńca w Starym Waliszowie – zabytkowy kościół w Starym Waliszowie, w powiecie kłodzkim.

## Historia
Kościół kryty dachem dwuspadowym z wieżą z 1524 zwieńczoną hełmem. Zbudowany w latach 1898–1902 na miejscu poprzedniego, pochodzącego z XIV wieku, z którego wykorzystano fragmenty murów oraz 45-metrową wieżę z 1524 roku. Budynek na planie krzyża, jednonawowy, z wyodrębnionym prezbiterium. Ołtarz główny, wykonany przez Josepha Elsnera, i boczne, autorstwa Aloisa Schmidta (1855−1939), zdobione są obrazami Hieronymusa Richtera. Kościół parafialny.
Obok zabytkowa plebania z drugiej połowy XVIII w.
W wojewódzkim rejestrze zabytków wpisano kościół wieżę i plebanię:
- kościół parafialny pw. św. Wawrzyńca z 1898, nr rej.: 452/1020/WŁ z 14.05.1984
- wieża z 1529, nr rej.: 451/2043 z 25.05.1972
- plebania z końca XVI w., przebudowana pod koniec XIX w., nr rej.: 450/1340 z 3.08.1965